# Universitat Catòlica Pontifícia do Paraná
La Universitat Catòlica Pontifícia de Paraná (Pontifícia Universidade Católica Paraná; o PUCPR) és una universitat catòlica privada sense ànim de lucre. El campus principal està situat a Curitiba, la ciutat capital de l'Estat de Paraná, Brasil. La universitat disposa de quatre campus més a Londrina, Maringá, São José dos Pinhais i Toledo. Manté la universitat l'APC Arxivat 2015-02-19 a Wayback Machine. (Associação Paranaense de Cultura), una organització dels Germans Maristes de les Escoles. L'Arquebisbe catòlic de la ciutat de Curitiba és el canceller de la Universitat.
El campus de Curitiba fou el primer i inclou cinc unitats acadèmiques: el Centre Biològic i de Ciències de la Salut, el Centre Tecnològic i de Ciències Exactes, el Centre per a les Ciències Jurídiques i Socials, el Centre per a les Humanitats i la Teologia, i l'Escola Empresarial. Els edificis principals del campus són la biblioteca central, que dirigeix el sistema de biblioteca integrat (ILS), els laboratoris de recerca, les aules i sales de conferències, un teatre de 570 seients, una planta pilot i un complex d'esports. El Museu de Zoologia, amb una col·lecció de més de 6,000 espècimens i un Herbarium amb aproximadament 7,000 plantes conservades està situada al campus de Curitiba.
Hi ha més de 27.000 estudiants en els 60 estudis universitaris i més de 150 cursos de postgrau. Hi ha 22 llicenciatures, amb nivells per als màsters i doctorats: Ciències de Salut, Dret, Ciència Animal, Administració Urbana, Filosofia, Teologia, Administració Empresarial, Enginyeria Mecànica, Salut Dental, Enginyeria de Producció, Educació, Informàtica i Tecnologia de la Salut.